# Charlotte của Phổ
Charlotte của Phổ (tiếng Đức: Victoria Elisabeth Augusta Charlotte von Preußen; 24 tháng 7 năm 1860 – 1 tháng 10 năm 1919) là Công tước phu nhân xứ Sachsen-Meiningen từ năm 1914 cho đến năm 1918 với tư cách là vợ của Bernhard III của Sachsen-Meiningen, người cai trị cuối cùng của công quốc. Charlotte sinh ra tại Neues Palais ở Potsdam, là con thứ hai và là con gái cả của Hoàng đế Friedrich III của Đức và Victoria Adelaide của Liên hiệp Anh, Vương nữ Vương thất (bấy giờ là Vương tôn và Vương phi Phổ). Thông qua mẹ, Charlotte là cháu gái lớn của Nữ vương Victoria I của Liên hiệp Anh và Albrecht xứ Sachsen-Coburg và Gotha.
Charlotte là một đứa trẻ khó bảo và không nổi trội trong việc học hành và hay lo âu. Mối quan hệ của Charlotte với mẹ rất căng thẳng. Khi lớn lên, Charlotte có xu hướng buôn chuyện và gây rắc rối. Với mong muốn thoát khỏi sự kiểm soát của cha mẹ, ở tuổi mười bảy, Vương tôn nữ đã kết hôn với Công tử Bernhard của Sachsen-Meiningen vào năm 1878. Tính cách nhu nhược của chồng không ảnh hưởng nhiều đến Charlotte. Nổi tiếng với thú vui buôn chuyện và tính cách lập dị, Charlotte rất thích xã hội Berlin và thường xuyên để đứa con duy nhất của mình, Công nữ Feodora, cho các thành viên trong gia đình chăm sóc. Giữa Charlotte và Feodora cũng có một mối quan hệ khó khăn.
Khi anh trai của Charlotte kế vị và trở thành Hoàng đế Đức Wilhelm II vào năm 1888, ảnh hưởng xã hội của Charlotte được nâng cao. Trong suốt triều đại của anh trai, Charlotte nổi tiếng với những trò nghịch ngợm và dành cả cuộc đời chịu đựng những cơn bệnh tật, theo đuổi những thứ phù phiếm và ngông cuồng. Vương nữ Charlotte trở thành Công tước phu nhân xứ Sachsen-Meiningen vào năm 1914, nhưng chồng của Charlotte đã mất tước hiệu khi Chiến tranh thế giới thứ nhất kết thúc vào năm 1918. Charlotte qua đời vào năm sau vì một cơn đau tim ở Baden-Baden. Trong suốt cuộc đời, Charlotte đã phải chịu không ít khổ sở vì bệnh tật. Các nhà sử học gần đây cho rằng Charlotte mắc chứng rối loạn chuyển hóa porphyrin, một căn bệnh di truyền từng gây khổ sở cho Vương thất Anh.

## Những năm đầu đời

### Thân thế

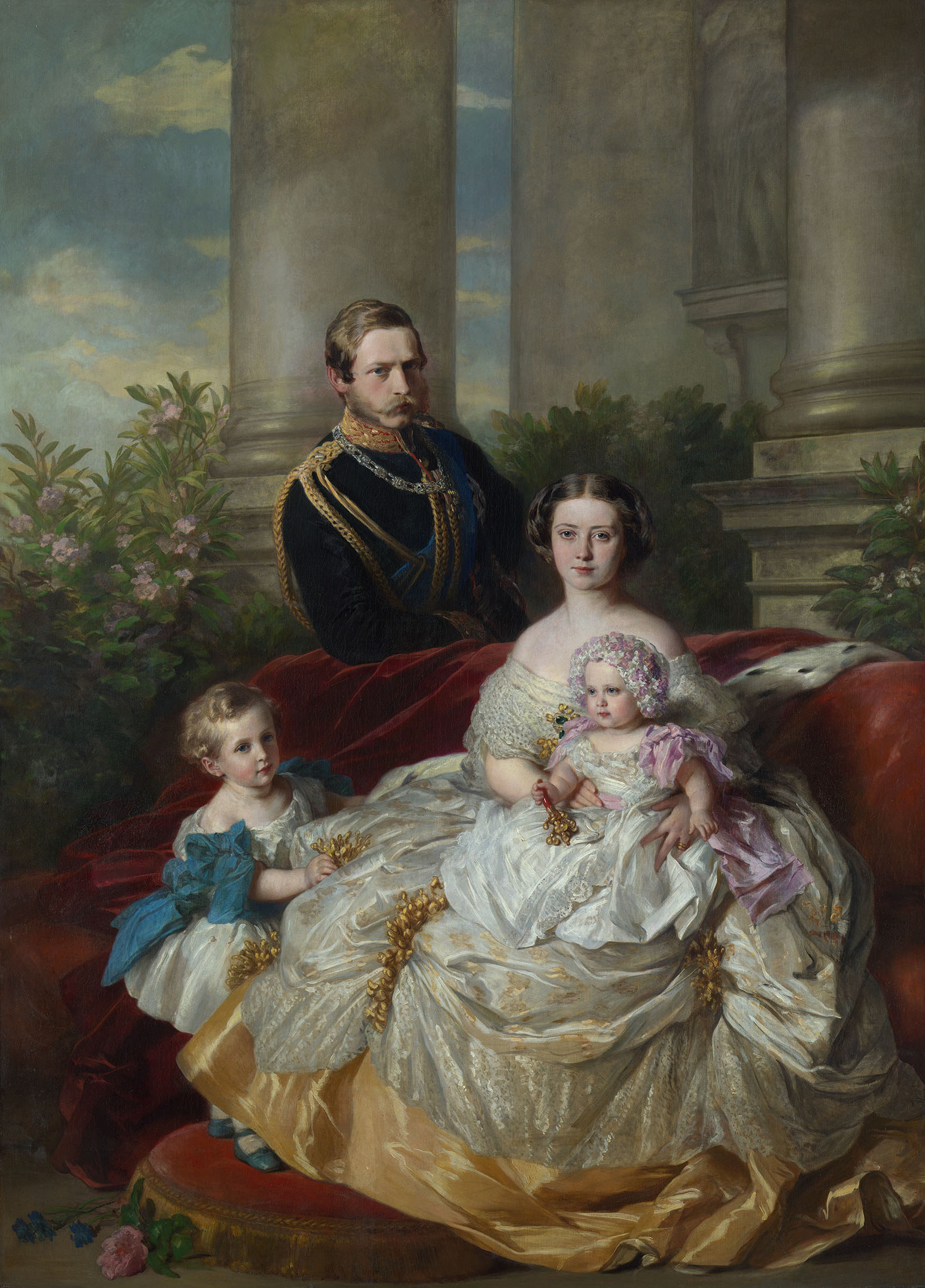
Chân dung Vương thất Phổ của Franz Xaver Winterhalter, 1862. Từ trái qua phải: Vương tôn Wilhelm; Vương thái tử và Vương thái tử phi Phổ; và Vương tôn nữ Charlotte.

Vương tằng tôn nữ Victoria Elisabeth Auguste Charlotte sinh ngày 24 tháng 7 năm 1860 tại Neues Palais ở Potsdam. Vương tằng tôn nữ là con gái lớn và là con thứ hai của Vương tôn Friedrich Wilhelm của Phổ và Vương nữ Victoria Adelaide của Liên hiệp Anh, Vương nữ Vương thất, thường được gọi là Vicky trong gia đình. Được mẹ hạ sinh một cách dễ dàng hơn so với anh trai là Vương tằng tôn Wilhelm vào 19 tháng trước đó, Vương tằng tôn nữ là một đứa trẻ khỏe mạnh. Bà ngoại của Vương tằng tôn nữ, Nữ vương Victoria của Liên hiệp Anh, muốn cháu gái lớn được đặt theo tên của mình. Tuy nhiên, người Phổ lại muốn Vương tằng tôn nữ mới sinh được đặt tên là Charlotte theo tên Hoàng hậu Aleksandra Fyodorovna của Nga, vốn là Vương nữ Charlotte Wilhelmine của Phổ. Như một sự thỏa hiệp, tên đầu tiên của Vương tằng tôn nữ sẽ là Victoria, nhưng sẽ được gọi là Charlotte. Charlotte cũng được đặt theo tên của bà nội là Vương thái đệ phi Augusta của Phổ (sau này là Hoàng hậu Đức và Vương hậu Phổ).
Gia đình bên nội của Charlotte thuộc Vương tộc Hohenzollern, một vương tộc đã cai trị nước Phổ của Đức từ thế kỷ XVII. Vào cuối năm đầu đời của Charlotte, Friedrich Wilhelm đã trở thành Thái tử Phổ khi ông nội Charlotte lên ngôi Quốc vương Phổ với tên gọi Vua Wilhelm I. Mẹ của Charlotte, Vicky, là con gái lớn của Nữ vương Anh Victoria và Vương phu Albrecht. Charlotte và anh trai  Wilhelm chính là những người cháu duy nhất được sinh ra trong khi Albrecht còn sống. Albrecht và Victoria đã đến thăm con gái và hai đứa cháu khi Charlotte được hai tháng tuổi; Vicky và Friedrich Wilhelm cũng đưa Wilhelm và Charlotte đến thăm Anh vào tháng 6 năm 1861, sáu tháng trước khi Albrecht qua đời.

### Nuôi dưỡng và giáo dục

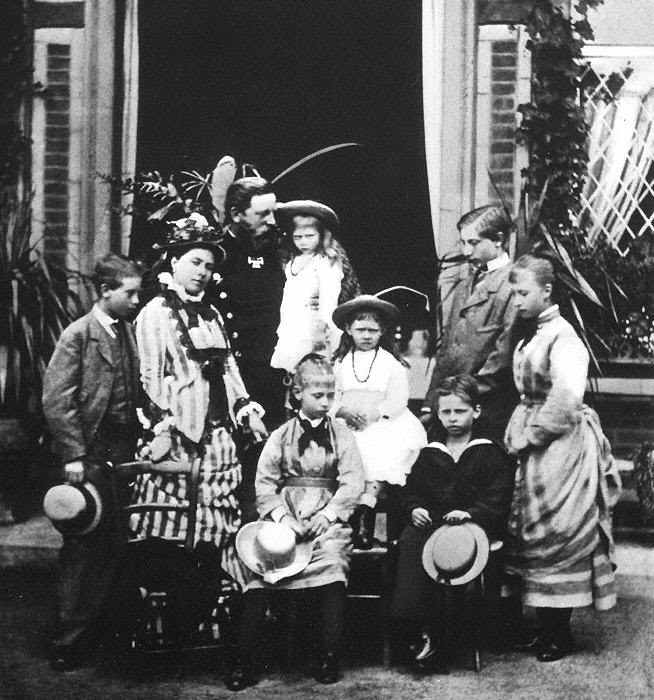
Charlotte cùng bố mẹ và các anh chị em. Đứng từ trái sang phải: Vương tôn Heinrich, Vương thái tử phi Victoria, Vương thái tử Friedrich Wilhelm cùng Vương tôn nữ Margarethe, Vương tôn Wilhelm và Vương tôn nữ Charlotte (ngoài cùng bên phải). Ngồi từ trái sang phải: Vương tôn nữ Viktoria, Vương tôn nữ Sophie và Vương tôn Waldemar. Ảnh chụp năm 1875.

Gia đình tám người con thường trải qua mùa đông ở Berlin và mùa hè ở Potsdam; năm cũng thường bao gồm một kỳ nghỉ ở nông thôn, để làm hài lòng bọn trẻ. Năm 1863, Vicky và Friedrich Wilhelm mua một khu bất động sản đã xuống cấp và tân trang lại thành một trang trại, cho phép gia đình có thời gian trải nghiệm cuộc sống nông thôn đơn giản. Friedrich Wilhelm là một người chồng thương vợ, nhưng với tư cách là một sĩ quan trong quân đội Phổ, Friedrich Wilhelm thường phải xa vợ con vì nghĩa vụ. Vicky là một người mẹ có tiêu chuẩn cao, luôn mong đợi các con mình thể hiện những phẩt chất đạo đức tốt và khả năng lãnh đạo về mặt chính trị, và khi chồng vắng mặt, Thái tử phi đã cẩn thận giám sát việc giáo dục và nuôi dạy các con. Ngay sau khi đặt chân đến Phổ, Vicky đã nhìn thấy những xung đột và những mưu mô liên tục diễn ra trong Vương thất Phổ. Điều này củng cố niềm tin của Vương nữ Vương thất vào tính ưu việt của văn hóa Anh; Vicky đã nuôi dạy các con của mình theo phong cách Anh và thành công bồi dưỡng tình yêu với nước Anh, quê hương của Vicky bằng cách kết hợp một phần văn hóa Anh trong môi trường sống của các con cũng như đưa các con đến Anh thường xuyên.
Vicky đã từng rất gần gũi với cô con gái lớn, nhưng điều này đã thay đổi khi Charlotte lớn lên. Khi được hai tuổi, Charlotte đã được biết đến với biệt danh "Ditta nghịch ngợm ngọt ngào bé nhỏ"  và tỏ ra là đứa trẻ khó bảo nhất trong số tám người con. Khi là một cô gái trẻ tuổi, Charlotte  hay tỏ vẻ lo âu và thường xuyên có những biểu hiện kích động, chẳng hạn như kéo giật trang phục. Thói quen cắn móng tay của Charlotte đã dẫn đến nhiều biện pháp để ngăn chăn như buộc Vương tôn nữ phải đeo găng tay, nhưng mọi phương pháp đều chỉ có hiệu quả tạm thời. Nữ vương Victoria viết thư cho con gái rằng, "hãy nói với Charlotte rằng ta rất kinh hoàng khi biết con bé cắn móng tay. Bà ngoại không thích những cô bé nghịch ngợm". Năm 1863, Thái tử phi Victoria đã ghi lại trong nhật ký của mình rằng "tâm trí nhỏ bé của Charlotte dường như gần như quá nhiều năng lượng so với cơ thể của con bé - con bé rất hay lo lắng, nhạy cảm và quá nhanh nhẹn. Giấc ngủ của con bé không tốt như lẽ ra phải thế - và con bé cũng rất gầy."  Charlotte bắt đầu xuất hiện những hành vi bạo lực và Vicky đã mô tả chúng là "những cơn bùng phát dữ dội và ương ngạnh đến mức con bé hét lên một cách giận dữ." Vương tôn nữ cũng bị nhẹ cân và gặp vấn đề về tiêu hóa.

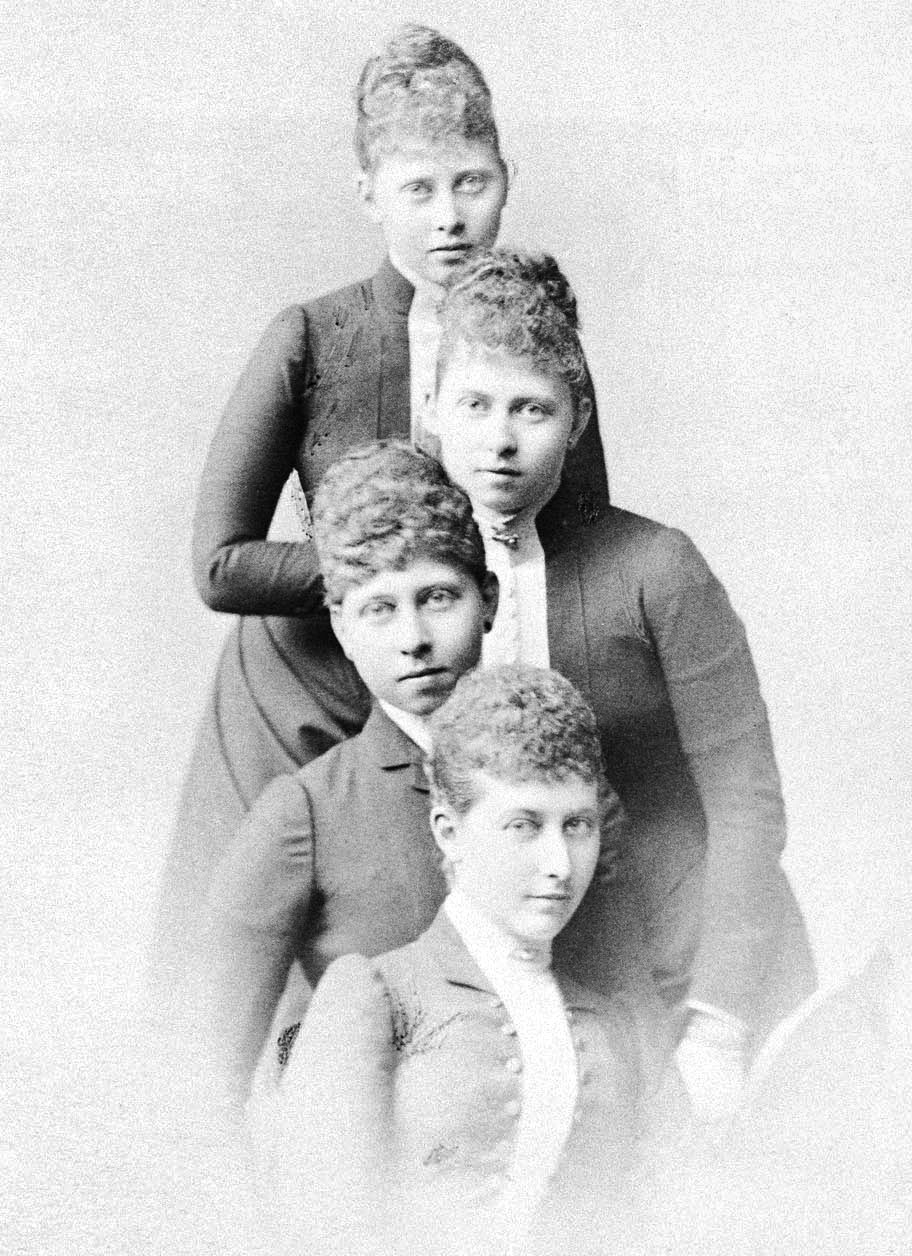
Từ trên xuống dưới: Margarethe, Sophie, Viktoria và Charlotte

Charlotte là không nổi trội trong học tập, điều khiến mẹ của Vương tôn nữ, một người rất coi trọng giáo dục, rất thất vọng. Gia sư của Charlotte tuyên bố rằng mình chưa bao giờ thấy "khó khăn hơn" trong việc giảng dạy Vương tôn nữ, trong khi Vicky từng viết về Charlotte trong một bức thư gửi mẹ rằng "Sự ngu dốt không phải là một tội lỗi, nhưng nó khiến việc giáo dục trở thành một nhiệm vụ khó khăn và vất vả." Thái tử phi hiếm khi giấu kín những suy nghĩ thật sự của mình về những người làm mình phật lòng, và thẳng thắn khuyên răn các con hãy nỗ lực của chúng và giúp chúng tránh xa sự phù phiếm. Nữ vương Victoria thúc giục con gái mình hãy khích lệ thay vì trách móc Charlotte, cho rằng con gái không thể mong đợi Charlotte có giống với mình. Người viết tiểu sử Jerrold M. Packard cho rằng có khả năng "cô gái xinh đẹp nhưng hay lo âu và hay hờn dỗi đã cảm nhận được sự thất vọng của [mẹ] ngay từ khi còn nhỏ," điều này đã khiến khoảng cách giữa hai mẹ con trở nên càng trầm trọng hơn.
Theo thời gian, rạn nứt ngày càng lớn giữa ba người con lớn và ba người con út của Vương nữ Vương thất Victoria. Cái chết của hai em trai của Charlotte là Sigismund và Waldemar lần lượt vào năm 1866 và 1879 đã khiến Thái tử phi Victoria vô cùng đau khổ. Nhà sử học John C. G. Röhl cho rằng ba đứa con lớn của Vicky "không bao giờ có thể sống theo hồi ức lý tưởng của [Vicky] về hai vương tôn đã mất." Sự dạy dỗ nghiêm khắc mà Vicky dành cho ba đứa con lớn—Wilhelm, Charlotte và Heinrich — không xuất hiện đối với ba người con út Viktoria, Sophie và Margarethe. Những đứa con lớn, vì cảm nhận được sự thất vọng của mẹ nên trở nên phẫn nộ trước sự nuông chiều mà mẹ dành cho những đứa em út. Nhà sử học John Van der Kiste suy đoán rằng nếu Vicky đối xử với Charlotte giống như với những đứa con út, "mối quan hệ giữa họ có thể đã tốt đẹp hơn".
Charlotte là đứa cháu cưng của hai ông bà nội, người mà Vương tôn nữ thường xuyên gặp gỡ. Quốc vương Wilhelm I và Vương hậu Augusta rất chiều chuộng cháu gái và khuyến khích cháu nội trở nên nổi loạn đối kháng lại cha mẹ, còn Charlotte và anh trai Wilhelm thường đứng về phía ông bà nội trong các cuộc tranh chấp giữa ông bà nội và cha mẹ. Sự chống đối này được khuyến khích bởi thủ tướng Đức Otto von Bismarck, người có những bất đồng chính trị với Thái tử và Thái tử phi vốn theo chủ nghĩa tự do. Charlotte cũng có mối quan hệ thân thiết với anh cả Wilhelm, mặc dù hai người trở nên xa cách sau cuộc hôn nhân của Wilhelm vào năm 1881 với Auguste Viktoria xứ Schleswig-Holstein ("Dona"), một vị Công nữ được Charlotte miêu tả là người chất phác, chậm hiểu và nhút nhát. Kết quả là mối quan hệ của Charlotte và Wilhelm cũng trở nên xung khắc. Em họ của Charlotte, Vương hậu Marie của România, đã viết trong hồi ký của mình rằng: "chính vì những mưu mô của Charly mà sự thù địch của Quốc vương Carol đối với Hoàng đế Wilhelm vẫn còn dai dẳng. Charly có một sự căm tức đối với anh trai mình và sẵn lòng làm điều xa xấu với anh của mình bất cứ khi nào có thể."

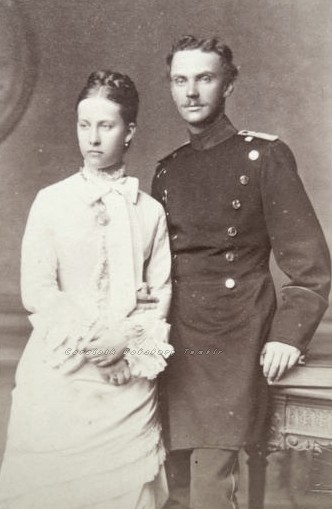
Charlotte của Phổ với Bernhard xứ Sachsen-Meiningen vào khoảng thời gian đính hôn, năm 1876.

Khi được mười bốn tuổi, Charlotte được mẹ mô tả là trông trẻ hơn nhiều so với tuổi. Vicky đã viết rằng: "Charlotte có mọi thứ - sức khỏe, ngoại hình và sự hiểu biết, giống như một đứa trẻ lên mười!" Vương tôn nữ có đôi chân ngắn, kết hợp với vòng eo và cánh tay dài, khiến cho Charlotte trông có vẻ cao khi ngồi nhưng lại thấp hơn nhiều khi đứng. Vương tôn nữ cũng trông không được hấp dẫn. Charlotte còn phải chịu đựng những vấn đề sức khỏe nghiêm trọng trong phần lớn cuộc đời trưởng thành; kèm với đó là tình trạng kích động tinh thần và phấn khích gần như liên tục, khiến các bác sĩ của Vương tôn nữ bối rối.  Các vấn đề sức khỏe của Charlotte bao gồm bệnh thấp khớp, đau khớp, đau đầu và mất ngủ.
Càng lớn lên, Charlotte thường hay có những hành động tán tỉnh, lan truyền những lời đồn ác ý và hay gây rắc rối, đây là những tính xấu mà Vicky đã nhận thấy từ khi con gái còn nhỏ và hy vọng con gái sẽ chấm dứt những hành vi này khi lớn lên.  Vicky mô tả con gái như "một chú mèo con nũng nịu [người] có thể rất đáng yêu bất cứ khi nào con bé muốn một thứ gì đó". Thái tử phi Victoria tin rằng "vẻ ngoài xinh đẹp" của Charlotte đã che giấu "những khía cạnh nguy hiểm" và đổ lỗi cho tạo hóa đã tạo ra những tính xấu như vậy ở con gái.
Vào tháng 4 năm 1877, Charlotte, bấy giờ được mười sáu tuổi đã đính hôn với người em họ là Bernhard của Sachsen-Meiningen, người thừa kế của Công quốc Sachsen-Meiningen của Đức. Theo một câu chuyện do người viết tiểu sử của Vicky là Hannah Pakula là kể lại, Charlotte đã yêu công tử khi họ đang lái xe cùng anh trai cả của Charlotte; Wilhelm đã tăng tốc trong khi lái xe, khiến Charlotte hoảng hốt và bám vào cánh tay của Bernhard. Pakula còn cho rằng sự cảm mến đột ngột nhưng nhất thời này có thể phù hợp với tính cách "hay thay đổi" của Charlotte. Van der Kiste tin rằng quyết định kết hôn với Bernhard của Charlotte cũng xuất phát từ mong muốn được độc lập khỏi cha mẹ, và đặc biệt là từ những lời chỉ trích từ mẹ của Vương tôn nữ.
Công tử Bernhard, một sĩ quan quân đội phục vụ trong trung đoàn Potsdam, hơn Charlotte 9 tuổi và là cựu chiến binh trong Chiến tranh Pháp-Phổ gần đây. Mặc dù bị coi là ngườinhhuu nhược, Bernhard có nhiều sở thích mang tính tri thức, đặc biệt là về khảo cổ học. Charlotte không có chung những sở thích giống Bernhard, nhưng Vicky hy vọng rằng thời gian cũng như hôn nhân sẽ khiến cho Charlotte, "ít nhất những tính xấu của con bé sẽ không thể gây ra tổn hại gì". Hôn ước của hai người kéo dài gần một năm, Vicky đang chuẩn bị trousseau cho con gái mình. Charlotte và Bernhard kết hôn tại Berlin vào ngày 18 tháng 2 năm 1878, trong một buổi lễ đôi cùng với lễ cưới của Elisabeth Anna của Phổ và Friedrich August xứ Oldenburg. Các cậu của Charlotte là Vương tử Albert Edward, Thân vương xứ Wales và Vương tử Arthur, Công tước xứ Connaught và Strathearn, Quốc vương Léopold II và Vương hậu Marie Henriette của Bỉ đều tham dự đám cưới của Charlotte.
Cặp vợ chồng bắt đầu cuộc sống mới gần Neues Palais, trong một biệt thự nhỏ trước đây là nơi sinh sống của Auguste von Harrach, người vợ bất đăng đối của Friedrich Wilhelm III của Phổ. Họ cũng mua một biệt thự ở Cannes, một quyết định khiến Wilhelm tức giận, người coi Pháp là kẻ thù của quốc gia. Bản thân Charlotte cũng sống chủ yếu ở thành phố Pháp vào mùa đông, hy vọng rằng khí hậu ấm áp nơi đây sẽ giúp giảm nhẹ tình trạng bệnh tật của mình.

### Sự ra đời của Công tôn nữ Feodora

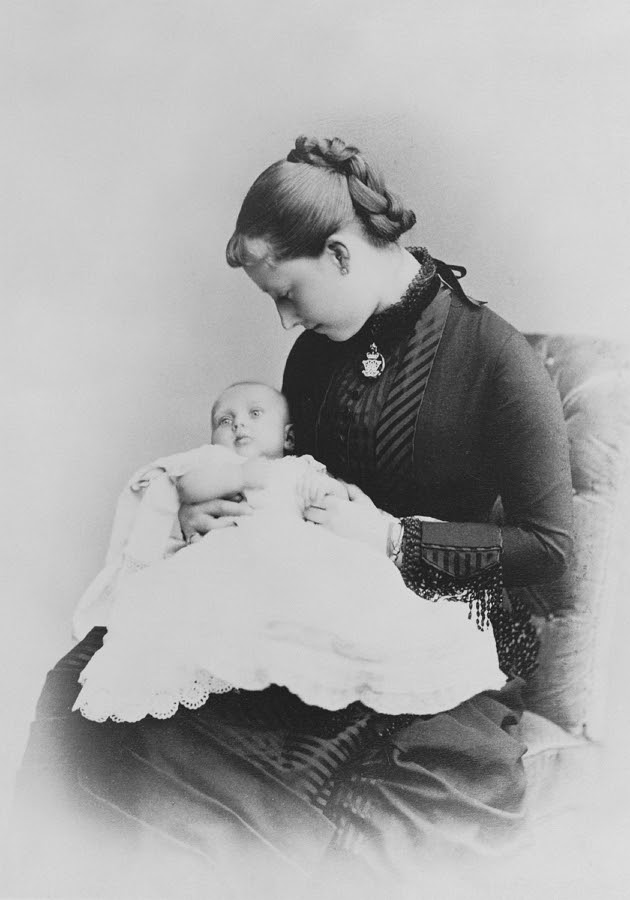
Charlotte cùng con gái Feodora.

Một năm sau khi kết hôn, Charlotte sinh một con gái tên là Feodora vào ngày 12 tháng 5 năm 1879. Feodora là người cháu đầu tiên của Thái tử và Thái tử phi Đức, đồng thời là người chắt đầu tiên của Nữ vương Victoria. Chán ghét những hạn chế phải chịu đựng khi mang thai, Charlotte quyết định đây sẽ là đứa con duy nhất của mình, một quyết định khiến cho Thái tử phi Victoria thất vọng. Sau khi Feodora chào đời, Charlotte dành thời gian để tận hưởng cuộc sống xã hội ở Berlin và bắt đầu những chuyến nghỉ dưỡng dài ngày. Trong những chuyến đi này, Charlotte thường để con gái mình ở với Vicky. Feodora thường xuyên có những chuyến thăm dài ngày tới Friedrichshof, dinh thự của bà ngoại. Trong một lần, Vicky nhận xét rằng Feodora "thực sự là một đứa trẻ ngoan và dễ bảo ban hơn nhiều so với mẹ của con bé."
Trong số các vương thất tại thời đó, trở thành con một là một điều bất thường; Feodora có lẽ đã phải trải qua một tuổi thơ cô đơn. Giống như mẹ, Feodora phải chịu đựng những cơn ốm bệnh, những cơn đau nhức cũng như chứng đau nửa đầu nghiêm trọng. Feodora cũng không có hứng thú với việc học, một điều mà Vicky đổ lỗi là do thiếu sự giám sát của cha mẹ, vì Charlotte và Bernhard thường xuyên vắng nhà. Vicky nhận xét, "Môi trường sống của nhà con bé không phải là nơi tốt nhất đối với một đứa trẻ ở độ tuổi của nó... Với Charlotte là một ví dụ, người ta còn có thể mong đợi điều gì nữa."

## Trưởng thành

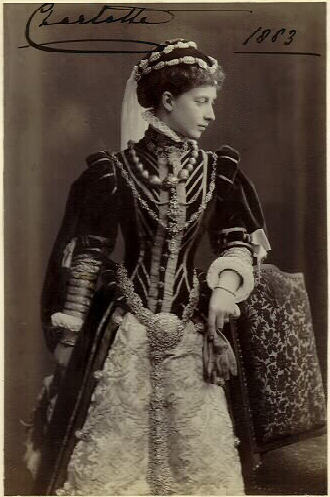
Charlotte của Phổ năm 1883.

Wilhelm I đã cấp cho Charlotte và Bernhard một biệt thự gần Tiergarten ở Berlin và chuyển Bernhard đến một trung đoàn trong thành phố. Charlotte dành phần lớn thời gian để giao lưu với những người phụ nữ, tham gia các hoạt động như trượt băng, buôn chuyện và tổ chức tiệc tối. Charlotte được ngưỡng mộ vì gu thời trang của mình, đấy là những bộ trang phục được nhập khẩu toàn bộ từ Paris. Vương tôn nữ cũng có thói quen hút thuốc, uống rượu và được nhiều người yêu thích vì chủ trì các bữa tiệc giải trí. Charlotte nổi tiếng là người hay buôn chuyện và bị nhiều người cho có miệng lưỡi chanh chua. Charlotte được biết đến là sẽ kết bạn với ai đó và lấy được lòng tin của họ rồi lan truyền bí mật của người đó cho những người khác.
Năm 1888, cha của Charlotte lên ngôi Hoàng đế với trị hiệu là Friedrich III vào tháng 3 năm 1888 nhưng nhanh chóng qua đời vì căn bệnh ung thư vòm họng vào tháng 6 cùng năm. Charlotte đã ở bên cha trong thời gian này cùng với hầu hết các anh chị em. Với sự lên ngôi của anh trai là Wilhelm II, ảnh hưởng xã hội của Charlotte ngày càng tăng ở Berlin, nơi Hoàng nữ được vây quanh mình bởi một nhóm quý tộc, nhà ngoại giao và các quan chức trẻ trong triều đình. Trong khi Charlotte dần hòa giải với mẹ trong thời gian cha bị bệnh, Charlotte đã đứng về phía Wilhelm khi anh trai Hoàng nữ phàn nàn rằng lẽ ra Wilhelm là người tham dự Đại lễ vàng của Nữ vương Victoria thay cho người cha ốm yếu. Khi Wilhelm lên ngôi, Charlotte và Bernhard đứng về phía anh trai trong những lần tranh chấp giữa Wilhelm II và mẹ; Thái hậu VIktoria mặt khác được bênh vực bởi ba người con gái út. Trong một lá thư được viết gửi cho mẹ trong khoảng thời gian này, Vicky đã mô tả cô con gái lớn của mình là "kỳ quặc nhất" và "tránh né con, hầu như không gần gũi với con", đồng thời mô tả Bernhard là người xấc xược và thô lỗ.

### Bê bối thư từ

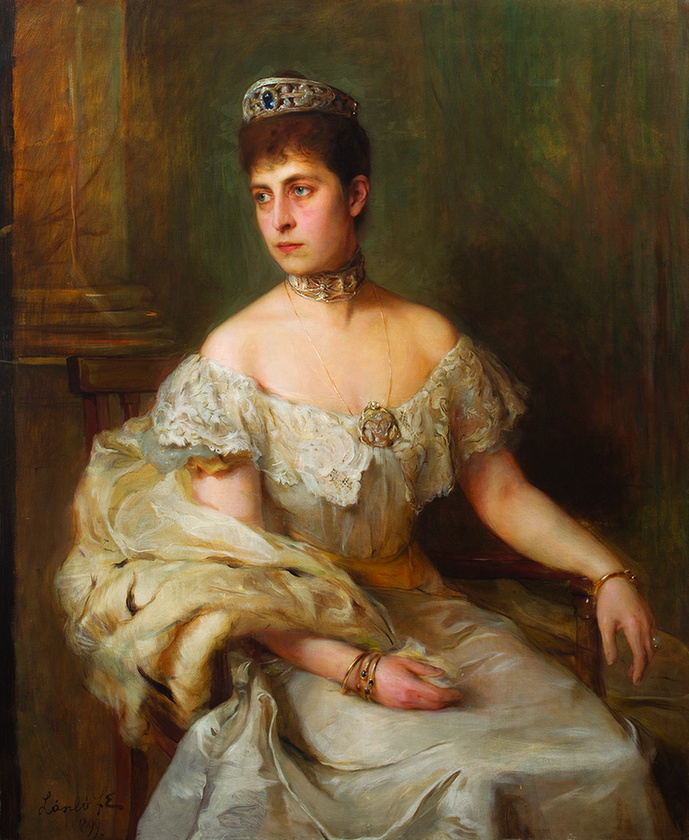
Chân dung bởi Philip de László, năm 1899.

Đầu năm 1891, cung đình Berlin bùng nổ vụ bê bối sau khi một loạt bức thư nặc danh được chuyển đến các nhân vạt nổi bật của triều đình, bao gồm cả Wilhelm và vợ là Dona. Các bức thư được viết bằng nét chữ giống nhau và chứa đựng những tin đồn, lời cáo buộc và những âm mưu giữa những người quyền lực trong triều đình. Một vài trong số đó còn có các hình ảnh khiêu dâm xếp chồng lên các bức ảnh vương thất. Hàng trăm lá thư đã được gửi trong khoảng thời gian bốn năm. Wilhelm II ra lệnh điều tra nhưng không bao giờ được xác định danh tính của người viết. Một số người cùng thời suy đoán rằng Charlotte, người nổi tiếng với miệng lưỡi sắc bén và hay buôn chuyện là thủ phạm. Các nhà sử học thì cho rằng người viết có thể là do em trai của Dona là Ernst Günther xứ Schleswig-Holstein cộng tác với tình nhân. Rõ ràng là tác giả của những bức thư có sự hiểu biết sâu sắc về các thành viên trong vương thất, người đó có thể là thành viên gia đình hoặc cận thần.
Trong khoảng thời gian diễn ra vụ bê bối này, Charlotte đã đánh mất cuốn nhật ký chứa đựng bí mật gia đình và những đánh giá về các thành viên khác nhau trong gia đình của Hoàng nữ; cuốn nhật ký cuối cùng đến tay Wilhelm II và Hoàng đế không bao giờ tha thứ cho em gái về nội dung bên trong quyển nhật ký. Bernhard sau đó được chuyển đến một trung đoàn ở một thị trấn yên tĩnh ở Breslau, bị tách biệt với vợ mình. Với tư cách là người chu cấp tiền cho Charlotte, Wilhelm II cũng hạn chế khả năng ra nước ngoài của hai vợ chồng trừ khi họ đi mà không có các huân chương vương thất. Năm 1896, Dona cáo buộc Charlotte có quan hệ tình cảm với Karl August Freiherr Roeder von Diersburg, một quan chức tại triều đình. Charlotte quyết liệt phủ nhận các cáo buộc của chị dâu. Bernhard cũng đứng ra bảo vệ vợ và chỉ trích nhà Hohenzollern vì cố gắng kiểm soát mọi Vương nữ Phổ theo ý muốn của Vương tộc. Bernhard đã cân nhắc việc từ chức quân đội và cùng vợ đến Meiningen, mặc dù tranh chấp cuối cùng đã tự giải quyết khi Karl August von Diersburg trở lại triều đình cùng vợ. Vụ bê bối được coi là đã gây tổn hại nghiêm trọng đến danh tiếng của chế độ quân chủ.

### Mối quan hệ với Feodora

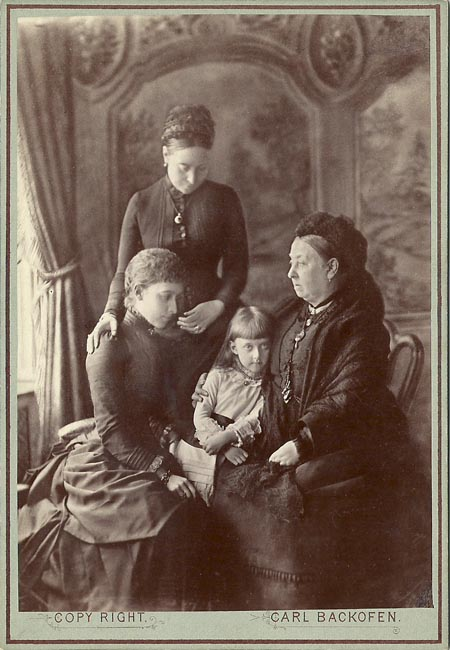
Từ trái sang: Hoàng nữ Charlotte, Vương nữ Vương thất Victoria, Công tôn nữ Feodora và Nữ vương Victoria.

Khi Feodora lớn lên, nhiều ứng cứ viên đã được cân nhắc để kết hôn với Feodora. Vương tử Petar Karađorđević, bấy giờ đang sống lưu vong, hơn Feodora ba mươi sáu tuổi đã không thành công khi ngỏ lời cầu hôn Feodora. Một ứng cử viên tiềm năng khác là em họ Alfred Alexander, Thế tử xứ Sachsen-Coburg và Gotha. Cuối năm 1897, Feodora đính hôn với Thân vương tử Heinrich XXX xứ Reuß và hai người kết hôn vào ngày 24 tháng 9 năm 1898 trong một buổi lễ theo nghi thức của Giáo hội Luther ở Breslau. Chú rể hơn cô dâu mười lăm tuổi và là đại úy trong trung đoàn Braunschweig, nhưng không giàu có hay có địa vị cao. Nhiều người trong gia đình bị sốc trước cuộc hôn nhân, nhưng Thái hậu Victoria ít nhất vui lòng khi cháu ngoại có vẻ mãn nguyện với cuộc hôn nhân.
Khi chồng của Feodora nhận được các nhiệm vụ quân sự, Feodora đã đi du lịch khắp nước Đức. Tuy nhiên, cuộc hôn nhân không khiến mối quan hệ của Charlotte và con gái trở nên tốt đẹp hơn. Sau chuyến thăm của Feodora và chồng vào năm 1899, Charlotte đã viết rằng Feodora là người "không thể hiểu được" và "có xu hướng thu mình lại, bất cứ khi nào ta cố tác động đến con bé về những vấn đề liên quan đến tính cách và sức khỏe của con bé". Charlotte cũng không ưa con rể, chỉ trích ngoại hình và khả năng kiểm soát vợ kém cỏi của Friedrich. Không giống như mẹ, Feodora mong muốn có con và việc Công tôn nữ không thể thụ thai khiến Feodora rất thất vọng, mặc dù điều đó làm Charlotte yên lòng vì Hoàng nữ không mong muốn có cháu.
Van der Kiste viết rằng Charlotte và Feodora có tính cách rất giống nhau, "cả hai đều là tạo vật có ý chí mạnh mẽ, thích buôn chuyện và sẵn sàng tin vào điều tồi tệ nhất của nhau". Thậm chí, mối quan hệ của hai mẹ con trở nên tệ đến mức Charlotte cấm con gái và chồng vào nhà của mình. Charlotte không tin con gái Feodora mắc bệnh sốt rét, thay vào đó lại tin rằng con gái đã mắc bệnh hoa liễu từ Heinrich; nhận định này đã khiến Feodora phẫn nộ. Trong nhiều năm, các thành viên trong gia đình đã cố gắng hàn gắn mối quan hệ của hai mẹ con nhưng không thành. Charlotte đã không viết thư cho con gái trong gần một thập kỷ, chỉ cho đến khi Feodora trải qua một cuộc phẫu thuật nguy hiểm để giúp bản thân thụ thai. Charlotte bày tỏ sự phẫn nộ khi một cuộc phẫu thuật như vậy đã được thực hiện, nhưng cuối cùng vẫn đến thăm con tại viện điều dưỡng theo mong muốn của Feodora.

### Công tước phu nhân xứ Sachsen-Meiningen và qua đời
Tháng 6 năm 1911, Charlotte tham dự lễ đăng quang của người em họ George V ở Anh, nhưng cái nóng mùa hè của Vương quốc Liên hiệp Anh khiến Hoàng nữ phải nằm liệt giường với khuôn mặt sưng tấy và tay chân đau nhức. Ngày 25 tháng 6 năm 1914, chồng của Charlotte thừa kế công quốc của cha mình và trở thành Công tước xứ Sachsen-Meiningen với trị hiệu là Bernhard III. Ngày 28 tháng 7 cùng năm, chiến tranh thế giới thứ nhất nổ ra và Bernhard đã ra trận trong khi Charlotte ở lại để giám sát Công quốc, chủ yếu đóng vai trò là biểu tượng (tiếng Đức: Landesregentin). Trong chiến tranh, Charlotte ngày càng trải qua nhiều cơn đau khác nhau bao gồm những cơn đau nhức mãn tính, sưng chân và các vấn đề liên quan đến thận. Mức độ đau đớn trở nên nghiêm trọng đến mức Charlotte phải dùng thuốc phiện như một phương pháp điều trị thoải mái duy nhất.
Chiến tranh thế giới thứ nhất kết thúc vào năm 1918 với sự sụp đổ của Đế quốc Đức cũng như các công quốc thuộc Đức; do đó Bernhard cũng buộc phải từ bỏ quyền cai trị của mình đối với vùng Sachsen-Meiningen. Một năm sau đó, Charlotte đến Baden-Baden để tìm cách điều trị bệnh tim và qua đời vì cơn đau tim vào ngày 1 tháng 10 năm 1919 ở tuổi 59. Chồng của Charlotte, Bernhard qua đời chín năm sau đó và được chôn cất cùng vợ tại Cung điện Altenstein ở Thuringia.

## Phân tích y khoa
Các nhà sử học gần đây cho rằng Charlotte và Feodora mắc chứng rối loạn chuyển hóa porphyria, một căn bệnh di truyền được cho là đã ảnh hưởng đến một số thành viên của Vương thất Anh, đáng chú ý nhất là Quốc vương George III của Liên hiệp Anh.   Trong cuốn sách Purple Secret: Genes, 'Madness', and the Royal Houses of Europe xuất bản năm 1998 của nhà sử học John CG Röhl và các nhà di truyền học Martin Warren và David Hunt, Charlotte được xác định là "chiếm một vị trí quan trọng trong việc tìm kiếm đột biến porphyria trong các hậu duệ của Vương tộc Hannover".
Để xác minh, Röhl đã xem xét những bức thư giữa Charlotte và bác sĩ của Hoàng nữ, cũng như thư từ với cha mẹ của Charlotte được gửi trong khoảng thời gian 25 năm; Röhl phát hiện ra rằng ngay từ khi còn là một cô bé, Charlotte đã mắc chứng tăng động và khó tiêu. Khi là một phụ nữ trẻ, Charlotte từng bị ốm nặng với căn bệnh mà Hoàng hậu Victoria gọi là "ngộ độc sốt rét và thiếu máu", theo sau đó là "đau dây thần kinh sinh ba, ngất xỉu và buồn nôn", tất cả được Röhl mô tả như một "danh sách các triệu chứng của bệnh rối loạn chuyển hóa porphyria, và xảy ra trong nhiều thập kỷ trước khi rối loạn được xác định lâm sàng". Röhl cũng ghi nhận thêm các triệu chứng khác được mô tả trong các bức thư giữa Charlotte và bác sĩ Ernst Schweninger, người chịu trách nhiệm điều trị cho Hoàng nữ trong hơn hai thập kỷ từ đầu những năm 1890. Trong đó, Charlotte phàn nàn rất nhiều về việc bị "đau răng, đau lưng, mất ngủ, chóng mặt, buồn nôn, táo bón, đau bụng dữ dội, phù nề và ngứa da, tê liệt một phần chân và nước tiểu có màu đỏ sẫm hoặc cam", trong đó triệu chứng cuối được Röhl gọi là "triệu chứng chẩn đoán quyết định".
Vào những năm 1990, một nhóm do Röhl dẫn đầu đã khai quật mộ của Charlotte và Feodora và lấy mẫu của hai mẹ con để xét nghiệm. Ở cả Charlotte và Feodora, các nhà nghiên cứu đều tìm thấy bằng chứng về đột biến liên quan đến rối loạn chuyển hóa porphyrin. Trong khi nhóm nghiên cứu lưu ý rằng không thể hoàn toàn chắc chắn rằng đột biến này là do di truyền gây ra, và tin rằng không còn gì phải bàn cãi, dựa trên bằng chứng lịch sử và sinh học, họ cũng ghi nhận rằng nhiều triệu chứng tương tự đã được tìm thấy ở mẹ của Charlotte là Vương nữ Vương thất Victoria, cũng như các thành viên khác trong gia đình bao gồm cả Nữ vương Victoria. Röhl, Warren và Hunt kết luận "... điều gì khác có thể đã gây ra những cơn đau nhức chân, đau bụng và phát ban trên da cực kỳ khủng khiếp lên người họ – và trong trường hợp của Charlotte,  có nước tiểu màu đỏ sẫm?"

## Huân chương
- Bậc Companion của Huân chương Đế miện Ấn Độ, ngày 19 tháng 6 năm 1911[80]

## Gia phả
| \| \| \| \| \| \| \| \| \| \| \| \| \| \| 16. Friedrich Wilhelm II của Phổ \| \| \| \| \| \| \| \| \| \| \| \| \| \| \| \| \| \| \| \| \| \| \| \| \| \| \| \| \| \| \| \| \| \| \| \| \| \| \| \| \| \| \| \| \| \| \| \| \| \| \| \| \| \| \| \| \| \| \| \| 8. Friedrich Wilhelm III của Phổ[81] \| \| \| \| \| \| \| \| \| \| \| \| \| \| \| \| \| \| \| \| \| \| \| \| \| \| \| \| \| \| \| \| \| \| \| \| \| \| \| \| \| \| \| \| \| \| \| \| \| \| \| \| \| \| \| \| \| \| \| \| \| \| \| \| \| \| \| \| \| \| \| \| 17. Friederike Luise xứ Hessen-Darmstadt \| \| \| \| \| \| \| \| \| \| \| \| \| \| \| \| \| \| \| \| \| \| \| \| \| \| \| \| \| \| \| \| \| \| \| \| \| \| \| \| \| \| \| \| \| \| \| \| \| \| \| \| \| \| \| \| \| \| \| \| \| \| \| \| \| \| \| \| \| \| \| \| 4. Wilhelm I của Đức[82] \| \| \| \| \| \| \| \| \| \| \| \| \| \| \| \| \| \| \| \| \| \| \| \| \| \| \| \| \| \| \| \| \| \| \| \| \| \| \| \| \| \| \| \| \| \| \| \| \| \| \| \| \| \| \| \| \| \| \| \| \| \| \| \| \| \| \| \| \| \| \| \| 18. Karl II xứ Mecklenburg \| \| \| \| \| \| \| \| \| \| \| \| \| \| \| \| \| \| \| \| \| \| \| \| \| \| \| \| \| \| \| \| \| \| \| \| \| \| \| \| \| \| \| \| \| \| \| \| \| \| \| \| \| \| \| \| \| \| \| \| \| \| \| \| \| \| \| \| \| \| \| \| 9. Luise xứ Mecklenburg-Strelitz[81] \| \| \| \| \| \| \| \| \| \| \| \| \| \| \| \| \| \| \| \| \| \| \| \| \| \| \| \| \| \| \| \| \| \| \| \| \| \| \| \| \| \| \| \| \| \| \| \| \| \| \| \| \| \| \| \| \| \| \| \| \| \| \| \| \| \| \| \| \| \| \| \| 19. Friderike Caroline Luise xứ Hessen-Darmstadt \| \| \| \| \| \| \| \| \| \| \| \| \| \| \| \| \| \| \| \| \| \| \| \| \| \| \| \| \| \| \| \| \| \| \| \| \| \| \| \| \| \| \| \| \| \| \| \| \| \| \| \| \| \| \| \| \| \| \| \| \| \| \| \| \| \| \| \| \| \| \| \| 2. Friedrich III của Đức \| \| \| \| \| \| \| \| \| \| \| \| \| \| \| \| \| \| \| \| \| \| \| \| \| \| \| \| \| \| \| \| \| \| \| \| \| \| \| \| \| \| \| \| \| \| \| \| \| \| \| \| \| \| \| \| \| \| \| \| \| \| \| \| \| \| \| \| \| \| \| \| 20. Carl August xứ Sachsen-Weimar-Eisenach \| \| \| \| \| \| \| \| \| \| \| \| \| \| \| \| \| \| \| \| \| \| \| \| \| \| \| \| \| \| \| \| \| \| \| \| \| \| \| \| \| \| \| \| \| \| \| \| \| \| \| \| \| \| \| \| \| \| \| \| \| \| \| \| \| \| \| \| \| \| \| \| 10. Carl Friedrich xứ Sachsen-Weimar-Eisenach[83] \| \| \| \| \| \| \| \| \| \| \| \| \| \| \| \| \| \| \| \| \| \| \| \| \| \| \| \| \| \| \| \| \| \| \| \| \| \| \| \| \| \| \| \| \| \| \| \| \| \| \| \| \| \| \| \| \| \| \| \| \| \| \| \| \| \| \| \| \| \| \| \| 21. Luise xứ Hessen-Darmstadt \| \| \| \| \| \| \| \| \| \| \| \| \| \| \| \| \| \| \| \| \| \| \| \| \| \| \| \| \| \| \| \| \| \| \| \| \| \| \| \| \| \| \| \| \| \| \| \| \| \| \| \| \| \| \| \| \| \| \| \| \| \| \| \| \| \| \| \| \| \| \| \| 5. Augusta của Sachsen-Weimar-Eisenach[82] \| \| \| \| \| \| \| \| \| \| \| \| \| \| \| \| \| \| \| \| \| \| \| \| \| \| \| \| \| \| \| \| \| \| \| \| \| \| \| \| \| \| \| \| \| \| \| \| \| \| \| \| \| \| \| \| \| \| \| \| \| \| \| \| \| \| \| \| \| \| \| \| 22. Pavel I của Nga \| \| \| \| \| \| \| \| \| \| \| \| \| \| \| \| \| \| \| \| \| \| \| \| \| \| \| \| \| \| \| \| \| \| \| \| \| \| \| \| \| \| \| \| \| \| \| \| \| \| \| \| \| \| \| \| \| \| \| \| \| \| \| \| \| \| \| \| \| \| \| \| 11. Mariya Pavlovna của Nga[83] \| \| \| \| \| \| \| \| \| \| \| \| \| \| \| \| \| \| \| \| \| \| \| \| \| \| \| \| \| \| \| \| \| \| \| \| \| \| \| \| \| \| \| \| \| \| \| \| \| \| \| \| \| \| \| \| \| \| \| \| \| \| \| \| \| \| \| \| \| \| \| \| 23. Sophie Dorothee xứ Württemberg \| \| \| \| \| \| \| \| \| \| \| \| \| \| \| \| \| \| \| \| \| \| \| \| \| \| \| \| \| \| \| \| \| \| \| \| \| \| \| \| \| \| \| \| \| \| \| \| \| \| \| \| \| \| \| \| \| \| \| \| \| \| \| \| \| \| \| \| \| \| \| \| 1. Charlotte của Phổ \| \| \| \| \| \| \| \| \| \| \| \| \| \| \| \| \| \| \| \| \| \| \| \| \| \| \| \| \| \| \| \| \| \| \| \| \| \| \| \| \| \| \| \| \| \| \| \| \| \| \| \| \| \| \| \| \| \| \| \| \| \| \| \| \| \| \| \| \| \| \| \| 24. George III của Liên hiệp Anh \| \| \| \| \| \| \| \| \| \| \| \| \| \| \| \| \| \| \| \| \| \| \| \| \| \| \| \| \| \| \| \| \| \| \| \| \| \| \| \| \| \| \| \| \| \| \| \| \| \| \| \| \| \| \| \| \| \| \| \| \| \| \| \| \| \| \| \| \| \| \| \| 12. Edward của Liên hiệp Anh[84] \| \| \| \| \| \| \| \| \| \| \| \| \| \| \| \| \| \| \| \| \| \| \| \| \| \| \| \| \| \| \| \| \| \| \| \| \| \| \| \| \| \| \| \| \| \| \| \| \| \| \| \| \| \| \| \| \| \| \| \| \| \| \| \| \| \| \| \| \| \| \| \| 25. Charlotte xứ Mecklenburg-Strelitz \| \| \| \| \| \| \| \| \| \| \| \| \| \| \| \| \| \| \| \| \| \| \| \| \| \| \| \| \| \| \| \| \| \| \| \| \| \| \| \| \| \| \| \| \| \| \| \| \| \| \| \| \| \| \| \| \| \| \| \| \| \| \| \| \| \| \| \| \| \| \| \| 6. Victoria I của Liên hiệp Anh[84] \| \| \| \| \| \| \| \| \| \| \| \| \| \| \| \| \| \| \| \| \| \| \| \| \| \| \| \| \| \| \| \| \| \| \| \| \| \| \| \| \| \| \| \| \| \| \| \| \| \| \| \| \| \| \| \| \| \| \| \| \| \| \| \| \| \| \| \| \| \| \| \| 26. Franz I xứ Sachsen-Coburg-Saalfeld (= 28) \| \| \| \| \| \| \| \| \| \| \| \| \| \| \| \| \| \| \| \| \| \| \| \| \| \| \| \| \| \| \| \| \| \| \| \| \| \| \| \| \| \| \| \| \| \| \| \| \| \| \| \| \| \| \| \| \| \| \| \| \| \| \| \| \| \| \| \| \| \| \| \| 13. Victoire xứ Sachsen-Coburg-Saalfeld[84] \| \| \| \| \| \| \| \| \| \| \| \| \| \| \| \| \| \| \| \| \| \| \| \| \| \| \| \| \| \| \| \| \| \| \| \| \| \| \| \| \| \| \| \| \| \| \| \| \| \| \| \| \| \| \| \| \| \| \| \| \| \| \| \| \| \| \| \| \| \| \| \| 27. Auguste Reuß xứ Ebersdorf (= 29) \| \| \| \| \| \| \| \| \| \| \| \| \| \| \| \| \| \| \| \| \| \| \| \| \| \| \| \| \| \| \| \| \| \| \| \| \| \| \| \| \| \| \| \| \| \| \| \| \| \| \| \| \| \| \| \| \| \| \| \| \| \| \| \| \| \| \| \| \| \| \| \| 3. Victoria Adelaide của Liên hiệp Anh \| \| \| \| \| \| \| \| \| \| \| \| \| \| \| \| \| \| \| \| \| \| \| \| \| \| \| \| \| \| \| \| \| \| \| \| \| \| \| \| \| \| \| \| \| \| \| \| \| \| \| \| \| \| \| \| \| \| \| \| \| \| \| \| \| \| \| \| \| \| \| \| 28. Franz I xứ Sachsen-Coburg-Saalfeld (= 26) \| \| \| \| \| \| \| \| \| \| \| \| \| \| \| \| \| \| \| \| \| \| \| \| \| \| \| \| \| \| \| \| \| \| \| \| \| \| \| \| \| \| \| \| \| \| \| \| \| \| \| \| \| \| \| \| \| \| \| \| \| \| \| \| \| \| \| \| \| \| \| \| 14. Ernst I xứ Sachsen-Coburg và Gotha[84] \| \| \| \| \| \| \| \| \| \| \| \| \| \| \| \| \| \| \| \| \| \| \| \| \| \| \| \| \| \| \| \| \| \| \| \| \| \| \| \| \| \| \| \| \| \| \| \| \| \| \| \| \| \| \| \| \| \| \| \| \| \| \| \| \| \| \| \| \| \| \| \| 29. Auguste Reuß xứ Ebersdorf (= 27) \| \| \| \| \| \| \| \| \| \| \| \| \| \| \| \| \| \| \| \| \| \| \| \| \| \| \| \| \| \| \| \| \| \| \| \| \| \| \| \| \| \| \| \| \| \| \| \| \| \| \| \| \| \| \| \| \| \| \| \| \| \| \| \| \| \| \| \| \| \| \| \| 7. Albrecht xứ Sachsen-Coburg và Gotha[84] \| \| \| \| \| \| \| \| \| \| \| \| \| \| \| \| \| \| \| \| \| \| \| \| \| \| \| \| \| \| \| \| \| \| \| \| \| \| \| \| \| \| \| \| \| \| \| \| \| \| \| \| \| \| \| \| \| \| \| \| \| \| \| \| \| \| \| \| \| \| \| \| 30. August I xứ Sachsen-Gotha-Altenburg \| \| \| \| \| \| \| \| \| \| \| \| \| \| \| \| \| \| \| \| \| \| \| \| \| \| \| \| \| \| \| \| \| \| \| \| \| \| \| \| \| \| \| \| \| \| \| \| \| \| \| \| \| \| \| \| \| \| \| \| \| \| \| \| \| \| \| \| \| \| \| \| 15. Luise Pauline xứ Sachsen-Gotha-Altenburg[84] \| \| \| \| \| \| \| \| \| \| \| \| \| \| \| \| \| \| \| \| \| \| \| \| \| \| \| \| \| \| \| \| \| \| \| \| \| \| \| \| \| \| \| \| \| \| \| \| \| \| \| \| \| \| \| \| \| \| \| \| \| \| \| \| \| \| \| \| \| \| \| \| 31. Luise Charlotte xứ Mecklenburg-Schwerin \| \| \| \| \| \| \| \| \| \| \| \| \| \| \| \| \| \| \| \| \| \| \| \| \| \| \| \| \| \| \| \| \| \| \| \| \| \| \| \| \| \| \| \| \| \| \| \| \| \| \| \| |                                                  |  |  |  |  |  |  |  |  |  |  |  |                                  |  |  |  |
| |                                                  |  |  |  |  |  |  |  |  |  |  |  | 16. Friedrich Wilhelm II của Phổ |  |  |  |
| |                                                  |  |  |  |  |  |  |  |  |  |  |  |                                  |  |  |  |
| |                                                  |  |  |  |  |  |  |  |  |  |  |  |                                  |  |  |  |
| |                                                  |  |  |  |  |  |  |  |  |  |  |  |                                  |  |  |  |
| | 8. Friedrich Wilhelm III của Phổ                 |  |  |  |  |  |  |  |  |  |  |  |                                  |  |  |  |
| |                                                  |  |  |  |  |  |  |  |  |  |  |  |                                  |  |  |  |
| |                                                  |  |  |  |  |  |  |  |  |  |  |  |                                  |  |  |  |
| |                                                  |  |  |  |  |  |  |  |  |  |  |  |                                  |  |  |  |
| | 17. Friederike Luise xứ Hessen-Darmstadt         |  |  |  |  |  |  |  |  |  |  |  |                                  |  |  |  |
| |                                                  |  |  |  |  |  |  |  |  |  |  |  |                                  |  |  |  |
| |                                                  |  |  |  |  |  |  |  |  |  |  |  |                                  |  |  |  |
| |                                                  |  |  |  |  |  |  |  |  |  |  |  |                                  |  |  |  |
| | 4. Wilhelm I của Đức                             |  |  |  |  |  |  |  |  |  |  |  |                                  |  |  |  |
| |                                                  |  |  |  |  |  |  |  |  |  |  |  |                                  |  |  |  |
| |                                                  |  |  |  |  |  |  |  |  |  |  |  |                                  |  |  |  |
| |                                                  |  |  |  |  |  |  |  |  |  |  |  |                                  |  |  |  |
| | 18. Karl II xứ Mecklenburg                       |  |  |  |  |  |  |  |  |  |  |  |                                  |  |  |  |
| |                                                  |  |  |  |  |  |  |  |  |  |  |  |                                  |  |  |  |
| |                                                  |  |  |  |  |  |  |  |  |  |  |  |                                  |  |  |  |
| |                                                  |  |  |  |  |  |  |  |  |  |  |  |                                  |  |  |  |
| | 9. Luise xứ Mecklenburg-Strelitz                 |  |  |  |  |  |  |  |  |  |  |  |                                  |  |  |  |
| |                                                  |  |  |  |  |  |  |  |  |  |  |  |                                  |  |  |  |
| |                                                  |  |  |  |  |  |  |  |  |  |  |  |                                  |  |  |  |
| |                                                  |  |  |  |  |  |  |  |  |  |  |  |                                  |  |  |  |
| | 19. Friderike Caroline Luise xứ Hessen-Darmstadt |  |  |  |  |  |  |  |  |  |  |  |                                  |  |  |  |
| |                                                  |  |  |  |  |  |  |  |  |  |  |  |                                  |  |  |  |
| |                                                  |  |  |  |  |  |  |  |  |  |  |  |                                  |  |  |  |
| |                                                  |  |  |  |  |  |  |  |  |  |  |  |                                  |  |  |  |
| | 2. Friedrich III của Đức                         |  |  |  |  |  |  |  |  |  |  |  |                                  |  |  |  |
| |                                                  |  |  |  |  |  |  |  |  |  |  |  |                                  |  |  |  |
| |                                                  |  |  |  |  |  |  |  |  |  |  |  |                                  |  |  |  |
| |                                                  |  |  |  |  |  |  |  |  |  |  |  |                                  |  |  |  |
| | 20. Carl August xứ Sachsen-Weimar-Eisenach       |  |  |  |  |  |  |  |  |  |  |  |                                  |  |  |  |
| |                                                  |  |  |  |  |  |  |  |  |  |  |  |                                  |  |  |  |
| |                                                  |  |  |  |  |  |  |  |  |  |  |  |                                  |  |  |  |
| |                                                  |  |  |  |  |  |  |  |  |  |  |  |                                  |  |  |  |
| | 10. Carl Friedrich xứ Sachsen-Weimar-Eisenach    |  |  |  |  |  |  |  |  |  |  |  |                                  |  |  |  |
| |                                                  |  |  |  |  |  |  |  |  |  |  |  |                                  |  |  |  |
| |                                                  |  |  |  |  |  |  |  |  |  |  |  |                                  |  |  |  |
| |                                                  |  |  |  |  |  |  |  |  |  |  |  |                                  |  |  |  |
| | 21. Luise xứ Hessen-Darmstadt                    |  |  |  |  |  |  |  |  |  |  |  |                                  |  |  |  |
| |                                                  |  |  |  |  |  |  |  |  |  |  |  |                                  |  |  |  |
| |                                                  |  |  |  |  |  |  |  |  |  |  |  |                                  |  |  |  |
| |                                                  |  |  |  |  |  |  |  |  |  |  |  |                                  |  |  |  |
| | 5. Augusta của Sachsen-Weimar-Eisenach           |  |  |  |  |  |  |  |  |  |  |  |                                  |  |  |  |
| |                                                  |  |  |  |  |  |  |  |  |  |  |  |                                  |  |  |  |
| |                                                  |  |  |  |  |  |  |  |  |  |  |  |                                  |  |  |  |
| |                                                  |  |  |  |  |  |  |  |  |  |  |  |                                  |  |  |  |
| | 22. Pavel I của Nga                              |  |  |  |  |  |  |  |  |  |  |  |                                  |  |  |  |
| |                                                  |  |  |  |  |  |  |  |  |  |  |  |                                  |  |  |  |
| |                                                  |  |  |  |  |  |  |  |  |  |  |  |                                  |  |  |  |
| |                                                  |  |  |  |  |  |  |  |  |  |  |  |                                  |  |  |  |
| | 11. Mariya Pavlovna của Nga                      |  |  |  |  |  |  |  |  |  |  |  |                                  |  |  |  |
| |                                                  |  |  |  |  |  |  |  |  |  |  |  |                                  |  |  |  |
| |                                                  |  |  |  |  |  |  |  |  |  |  |  |                                  |  |  |  |
| |                                                  |  |  |  |  |  |  |  |  |  |  |  |                                  |  |  |  |
| | 23. Sophie Dorothee xứ Württemberg               |  |  |  |  |  |  |  |  |  |  |  |                                  |  |  |  |
| |                                                  |  |  |  |  |  |  |  |  |  |  |  |                                  |  |  |  |
| |                                                  |  |  |  |  |  |  |  |  |  |  |  |                                  |  |  |  |
| |                                                  |  |  |  |  |  |  |  |  |  |  |  |                                  |  |  |  |
| | 1. Charlotte của Phổ                             |  |  |  |  |  |  |  |  |  |  |  |                                  |  |  |  |
| |                                                  |  |  |  |  |  |  |  |  |  |  |  |                                  |  |  |  |
| |                                                  |  |  |  |  |  |  |  |  |  |  |  |                                  |  |  |  |
| |                                                  |  |  |  |  |  |  |  |  |  |  |  |                                  |  |  |  |
| | 24. George III của Liên hiệp Anh                 |  |  |  |  |  |  |  |  |  |  |  |                                  |  |  |  |
| |                                                  |  |  |  |  |  |  |  |  |  |  |  |                                  |  |  |  |
| |                                                  |  |  |  |  |  |  |  |  |  |  |  |                                  |  |  |  |
| |                                                  |  |  |  |  |  |  |  |  |  |  |  |                                  |  |  |  |
| | 12. Edward của Liên hiệp Anh                     |  |  |  |  |  |  |  |  |  |  |  |                                  |  |  |  |
| |                                                  |  |  |  |  |  |  |  |  |  |  |  |                                  |  |  |  |
| |                                                  |  |  |  |  |  |  |  |  |  |  |  |                                  |  |  |  |
| |                                                  |  |  |  |  |  |  |  |  |  |  |  |                                  |  |  |  |
| | 25. Charlotte xứ Mecklenburg-Strelitz            |  |  |  |  |  |  |  |  |  |  |  |                                  |  |  |  |
| |                                                  |  |  |  |  |  |  |  |  |  |  |  |                                  |  |  |  |
| |                                                  |  |  |  |  |  |  |  |  |  |  |  |                                  |  |  |  |
| |                                                  |  |  |  |  |  |  |  |  |  |  |  |                                  |  |  |  |
| | 6. Victoria I của Liên hiệp Anh                  |  |  |  |  |  |  |  |  |  |  |  |                                  |  |  |  |
| |                                                  |  |  |  |  |  |  |  |  |  |  |  |                                  |  |  |  |
| |                                                  |  |  |  |  |  |  |  |  |  |  |  |                                  |  |  |  |
| |                                                  |  |  |  |  |  |  |  |  |  |  |  |                                  |  |  |  |
| | 26. Franz I xứ Sachsen-Coburg-Saalfeld (= 28)    |  |  |  |  |  |  |  |  |  |  |  |                                  |  |  |  |
| |                                                  |  |  |  |  |  |  |  |  |  |  |  |                                  |  |  |  |
| |                                                  |  |  |  |  |  |  |  |  |  |  |  |                                  |  |  |  |
| |                                                  |  |  |  |  |  |  |  |  |  |  |  |                                  |  |  |  |
| | 13. Victoire xứ Sachsen-Coburg-Saalfeld          |  |  |  |  |  |  |  |  |  |  |  |                                  |  |  |  |
| |                                                  |  |  |  |  |  |  |  |  |  |  |  |                                  |  |  |  |
| |                                                  |  |  |  |  |  |  |  |  |  |  |  |                                  |  |  |  |
| |                                                  |  |  |  |  |  |  |  |  |  |  |  |                                  |  |  |  |
| | 27. Auguste Reuß xứ Ebersdorf (= 29)             |  |  |  |  |  |  |  |  |  |  |  |                                  |  |  |  |
| |                                                  |  |  |  |  |  |  |  |  |  |  |  |                                  |  |  |  |
| |                                                  |  |  |  |  |  |  |  |  |  |  |  |                                  |  |  |  |
| |                                                  |  |  |  |  |  |  |  |  |  |  |  |                                  |  |  |  |
| | 3. Victoria Adelaide của Liên hiệp Anh           |  |  |  |  |  |  |  |  |  |  |  |                                  |  |  |  |
| |                                                  |  |  |  |  |  |  |  |  |  |  |  |                                  |  |  |  |
| |                                                  |  |  |  |  |  |  |  |  |  |  |  |                                  |  |  |  |
| |                                                  |  |  |  |  |  |  |  |  |  |  |  |                                  |  |  |  |
| | 28. Franz I xứ Sachsen-Coburg-Saalfeld (= 26)    |  |  |  |  |  |  |  |  |  |  |  |                                  |  |  |  |
| |                                                  |  |  |  |  |  |  |  |  |  |  |  |                                  |  |  |  |
| |                                                  |  |  |  |  |  |  |  |  |  |  |  |                                  |  |  |  |
| |                                                  |  |  |  |  |  |  |  |  |  |  |  |                                  |  |  |  |
| | 14. Ernst I xứ Sachsen-Coburg và Gotha           |  |  |  |  |  |  |  |  |  |  |  |                                  |  |  |  |
| |                                                  |  |  |  |  |  |  |  |  |  |  |  |                                  |  |  |  |
| |                                                  |  |  |  |  |  |  |  |  |  |  |  |                                  |  |  |  |
| |                                                  |  |  |  |  |  |  |  |  |  |  |  |                                  |  |  |  |
| | 29. Auguste Reuß xứ Ebersdorf (= 27)             |  |  |  |  |  |  |  |  |  |  |  |                                  |  |  |  |
| |                                                  |  |  |  |  |  |  |  |  |  |  |  |                                  |  |  |  |
| |                                                  |  |  |  |  |  |  |  |  |  |  |  |                                  |  |  |  |
| |                                                  |  |  |  |  |  |  |  |  |  |  |  |                                  |  |  |  |
| | 7. Albrecht xứ Sachsen-Coburg và Gotha           |  |  |  |  |  |  |  |  |  |  |  |                                  |  |  |  |
| |                                                  |  |  |  |  |  |  |  |  |  |  |  |                                  |  |  |  |
| |                                                  |  |  |  |  |  |  |  |  |  |  |  |                                  |  |  |  |
| |                                                  |  |  |  |  |  |  |  |  |  |  |  |                                  |  |  |  |
| | 30. August I xứ Sachsen-Gotha-Altenburg          |  |  |  |  |  |  |  |  |  |  |  |                                  |  |  |  |
| |                                                  |  |  |  |  |  |  |  |  |  |  |  |                                  |  |  |  |
| |                                                  |  |  |  |  |  |  |  |  |  |  |  |                                  |  |  |  |
| |                                                  |  |  |  |  |  |  |  |  |  |  |  |                                  |  |  |  |
| | 15. Luise Pauline xứ Sachsen-Gotha-Altenburg     |  |  |  |  |  |  |  |  |  |  |  |                                  |  |  |  |
| |                                                  |  |  |  |  |  |  |  |  |  |  |  |                                  |  |  |  |
| |                                                  |  |  |  |  |  |  |  |  |  |  |  |                                  |  |  |  |
| |                                                  |  |  |  |  |  |  |  |  |  |  |  |                                  |  |  |  |
| | 31. Luise Charlotte xứ Mecklenburg-Schwerin      |  |  |  |  |  |  |  |  |  |  |  |                                  |  |  |  |
| |                                                  |  |  |  |  |  |  |  |  |  |  |  |                                  |  |  |  |
| |                                                  |  |  |  |  |  |  |  |  |  |  |  |                                  |  |  |  |